# Образни мишић
Образни мишић (лат. musculus buccinator) је парни мишић главе, који испуњава бочни простор између горње и доње вилице и чини мишићни слој образа. То је најдебљи, најдубљи мишић главе и једини је обложен својом (образно-ждрелном) фасцијом. Његова влакна такође улазе и у састав кружног мишића усана.
Мишић образа се припаја на:
- спољашњој страни алвеоларног наставка горње вилице (изнад кутњака),
- предњој ивици криласто-виличне везе доњовиличног зглоба,
- образном жлебу доње вилице,
- дубокој страни коже и слузокоже у пределу горње и доње усне и њихових углова (комисура).

Површинска страна мишића је у односу са виличном граном мандибуле, масним телом образа (лат. corpus adiposus buccae), малим и великим јабучним мишићем, мишићем смеха и обарачем усног угла, изводним каналом паротидне пљувачне жлезде, крвним судовима и др. Дубока страна одговара образним пљувачним жлездама и прекривена је оралном слузокожом. Кроз ткиво мишића пролазе паротидни изводни канал и образни живац (грана доњовиличног живца).
Инервација потиче од завршних гранчица фацијалног живца, који оживчава и остале мишиће главе.
Дејство образног мишића је веома сложено. Он повлачи углове усана уназад и упоље и приближава образе зубним луковима. Такође, он затеже слузокожу која га прекрива и на тај начин је штити од повређивања током акта жвакања. Када је потиснут упоље (ваздухом или храном), својом контракцијом образни мишић потискује садржај унапред (нрп. при свирању дувачких инструмената) или уназад (у току уноса хране). Поред тога, он учествује у акту сисања.